# Грег Руседскі
Грегорі Руседскі (нар.. 6 вересня 1973, Монреаль, Квебек, Канада) — колишній британський і канадський тенісист. Посідав перше місце серед британських тенісистів в 1997, 1999 та 2006 роках, а також досяг 4-го місця в рейтингу ATP за періоди з 6 жовтня 1997 року по 12 жовтня 1997 року та з 25 травня 1998 року по 21 червня 1998 року.
У 1997 році був фіналістом Відкритого чемпіонату США з тенісу за що отримав нагороди BBC Sports Personal of the Year Award та премію ITV Sports Champion of the Year. Крім того, здобув 30 перемог і 13 поразок у складі команди Великої Британії на Кубку Девіса.

## Особисте життя
Грег Руседскі народився 1973 року в Монреалі (Квебек) у Канаді в родині матері-британки та батька польського та українського походження. Руседскі був дуже перспективним юніором у Канаді у 1980-х роках і згодом викликав деякий гнів у Канаді, коли він вирішив прийняти британське громадянство та грати за Велику Британію в 1995 році Руседскі прийняв таке рішення з «причин способу життя», зазначивши, що його дівчина, яка згодом стане його дружиною, живе в Британії.
Руседскі був зі своєю дружиною Люсі Коннор з 1991 року, вони познайомилися, коли він брав участь у юніорському турнірі з тенісу, де вона була дівчиною з м'ячем. Вони одружилися на римо-католицькій церемонії в абатстві Дуе в Західному Беркширі в грудні 1999 року. У шлюбі народилося двоє дітей: донька в 2006 році та син — у 2009 році.

## Кар'єра

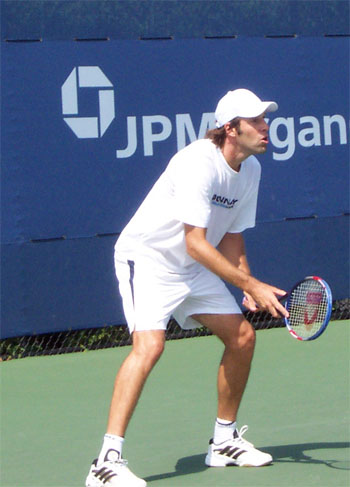
Грег Руседскі на US Open 2004

Перший титул Руседскі в кар'єрі в одиночному розряді завоював 1993 року на Чемпіонаті Зали слави в Ньюпорті, штат Род-Айленд (США). З 22 травня 1995 року він вирішив виступати за Велику Британію, а не за Канаду, рішення, яке негативно сприйняли канадські вболівальники; було повідомлено, що натовп зустрів його «як зрадника», коли він брав участь у своєму першому Canadian Open після переходу до збірної іншої країни.
Руседскі дійшов до фіналу одиночного розряду Відкритого чемпіонату США з тенісу в 1997 році, де програв Патріку Рафтеру в чотирьох сетах (незабаром після цього він досяг високого в кар'єрі 4-го місця в рейтингу в світі). Він також отримав нагороду BBC Sports Personal of the Year Award і нагороду ITV Sports Champion of the Year. У 1998 році Тім Генман затьмарив Руседскі як тенісист номер один Великої Британії. Однак Руседскі виграв Кубок Великого шлему в 1999 році.
На Відкритому чемпіонаті США з тенісу 1999 року Руседскі дійшов до четвертого раунду, де вибув з рахунком 5–7, 0–6, 7–6 (7–3), 6–4, 6–4, програвши Тодду Мартіну. Руседскі мав повну перевагу два сети й подавав на матч у третьому сеті, а потім у п'ятому сеті він вигравав з рахунком 4–1, але втратив 20 із останніх 21 очок, включаючи 18 очок поспіль.
На Відкритому чемпіонаті з тенісу США 2002 року, після поразки від Піта Сампраса у третьому раунді у виснажливому п'ятисетовому матчі, Руседскі описав рух Сампраса як «на півкроку повільно» та передбачив, що Сампрас програє свій матч у четвертому раунді молодій німецькій зірці Томмі Гаасу. Сампрас, однак, виграв цей турнір.
На Вімблдоні 2003 року Руседскі грав у матчі другого раунду проти Енді Роддіка. Роддік виграв перші два сети, але Руседскі виграв 5–2 у третьому сеті. Під час гри на подачі Роддіка один з глядачів голосно назвав один із ударів Роддіка довгим, через що Руседскі припинив розігрувати очко, оскільки вважав, що це дає команду суддя на лінії. Суддя вирішив, що удар був точним, тому коли Роддік наступним ударом потрапив на корт, Роддік отримав очко. Руседскі, вважаючи, що очко слід було переграти, розпочав довгу лайливу тираду на адресу судді та, так і не прийшовши в себе, програв наступні п'ять партій без відповіді, щоб вирвати перемогу в матчі. Після матчу Руседскі вибачився за свої дії. Утім до півфіналу вийшов Роддік.
У січні 2004 року тест, зданий Руседскі, дав позитивний результат на нандролон, але на слуханні 10 березня 2004 року звинувачення з нього були зняті
У 2005 році Руседскі зазнав поразки у другому раунді Вімблдонського турніру від Йоахіма Йоганссона зі Швеції. Пізніше того ж року він захистив свій титул на Чемпіонаті Зали слави, перемігши у фіналі Вінса Спадеа. Вперше у своїй кра'єрі тенісист успішно захистив титул і втретє виграв чемпіонат. Потім він дійшов до півфіналу на Чемпіонаті RCA в Індіанаполісі, програвши Тейлору Денту, і на турнірі Canada Masters у Монреалі, програвши Андре Агассі.
Ближче до завершення 2005 року рейтинг Руседскі піднявся до високого 30-го місця. Невдалі виступи наприкінці цього року Тімом Генманом практично дозволили Руседскі знову випередити його як номер 1 у Великій Британії. Однак поразка Руседскі в першому раунді Челленджера в Дніпропетровську в Україні, залишила його 38-м у рейтингу. Йому не вистачило лише одного місця, щоб повернути перше місце у Великій Британії. 15 травня 2006 року Руседскі нарешті повернув собі перше місце у Великій Британії, випередивши Енді Мюррея, потрапивши до третього раунду турніру Мастерс Рим. Він знову втратив перше місце в рейтингу Великої Британії після вильоту в першому раунді Вімблдонського турніру.
7 квітня 2007 року Руседскі офіційно завершив кар'єру в тенісі після того, як у партнерстві з Джеймі Мюрреєм здобув перемогу над Нідерландами в матчі Кубка Девіса в парному розряді, в результаті якого Велика Британія виграла з рахунком 3:0. Він оголосив про свою відставку одразу після перемоги під час прямого інтерв'ю із Сью Баркер на телебаченні BBC. Після виходу на пенсію Руседскі продовжував займатися професійним тенісом і зараз працює в Асоціації лаун-тенісу як посол талантів і продуктивності. Руседскі досяг рекорду з найшвидшою подачею зі швидкістю 149 миль на годину, поки Енді Роддік не побив його.
24 січня 2009 року Руседскі підтвердив бажання повернутися до професійного тенісу. Однак капітан Кубка Девіса Джон Ллойд відхилив його пропозицію взяти участь у Кубку Девіса, і Руседскі не зміг взяти участь у турнірі з уайлд-кард. Через це Грег Руседскі швидко відкликав свою заяву і досі перебуває на пенсії.

### Руседскі vs. Генман
Руседскі у британській пресі в більшості випадків перебував у тіні слави Тіма Генмана, особливо на Вімблдонському турнірі. Вони, як правило, були дуже близькі за своєю кар'єрою; обидва досягли найвищого світового рейтингу ТОП-4. Руседскі виграв 15 титулів у одиночному розряді порівняно з одинадцятьма титулами Генмана, а також дійшла до фіналу Відкритого чемпіонату США з тенісу в 1997 році, тоді як Генман ніколи не проходив далі півфіналу турніру Великого шлема. Однак Генман грав у шести півфіналах Великого шлема та ще в чотирьох чвертьфіналах, тоді як Руседскі загалом дійшов до двох чвертьфіналів Великого шлема: на US Open, де він дійшов до фіналу, і на Вімблдоні того ж року. Ні Руседскі, ні Генман ніколи не виходили до чвертьфіналу Australian Open. Генман дійшов до півфіналу Відкритого чемпіонату Франції, тоді як Руседскі так і не пройшов далі четвертого раунду на цьому турнірі.
Його рекорд Кубка Девіса в одиночному розряді був значно гіршим, ніж у Генмана. У двох ключових британських матчах Кубка Девіса на стадії плей-офф Світової групи Руседскі програв усі чотири одиночних матчі, незважаючи на домашню перевагу (проти США в 1999 році та Швеції в 2002 році). Однак у парному розряді Руседскі та Генман виграли кілька матчів Кубка Девіса, а також інших турнірів. 
Фінальний матч Руседскі на турнірах Великого шлема був проти Хенмана на US Open 2006. Хенман переміг з рахунком 7–6, 6–2, 6–3. За їхню кар'єру в очних зустрічах Генман перемагав з рахунком 8–2.

## Медійна кар'єра
Руседскі веде активну публічну політику в ЗМІ, написавши колонки для The Sun, The Daily Mirror та The Daily Telegraph. Він також працює на британському телеканалі Eurosport, як тенісний експерт під час трансляцій Australian Open. Він також коментує та аналізує тенісні поєдинки на US Open і ATP World Tour Events для Sky Sports, а також поєдинки Вімблдонського турніру для BBC. Руседскі зіграв декілька хвилин у теніс, знявшись в епізоді Міс Марпл Агати Крісті. У 2008 році Грег брав участь у реаліті-шоу «Танці на льоду» та «Перемагай Зірку». Він також з'являвся в «Словниковому куточку» на ігровому шоу Channel 4 Countdown.

## Фінал турніру Великого шлема

### Одиночний розряд: 1 (0–1)
| Результат | рік      | Чемпіонат | Поверхня | Суперник      | Оцінка             |
| --------- | -------- | --------- | -------- | ------------- | ------------------ |
| Програш   | 1997 рік | US Open   | хард     | Патрік Рафтер | 3–6, 2–6, 6–4, 5–7 |

## Інші значні фінали

### Кубок Великого шлема

#### Одиночний розряд: 1 (1–0)
| Результат | рік      | Місцезнаходження  | Поверхня | Суперник   | Оцінка                         |
| --------- | -------- | ----------------- | -------- | ---------- | ------------------------------ |
| перемога  | 1999 рік | Мюнхен, Німеччина | Хард (i) | Томмі Хаас | 6–3, 6–4, 6–7 (5–7), 7–6 (7–5) |

### Серія Мастерс

#### Одиночний розряд: 2 (1–1)
| Результат | рік      | Турнір               | Поверхня  | Суперник     | Оцінка                           |
| --------- | -------- | -------------------- | --------- | ------------ | -------------------------------- |
| програш   | 1998 рік | Індіан-Веллс Мастерс | Хард      | Марсело Ріос | 3–6, 7–6 (17–15), 6–7 (4–7), 4–6 |
| перемога  | 1998 рік | Париж Мастерс        | Килим (i) | Піт Сампрас  | 6–4, 7–6 (7–4), 6–3              |

## Фінали в кар'єрі

### Одиночний розряд: 27 (15 титулів, 12 других місць)
| Турніри                                                     |
| ----------------------------------------------------------- |
| Турніри Великого шлема (0–1)                                |
| Кубок Великого шлема (1–0)                                  |
| ATP Super 9 / Тур ATP Мастерс 1000 (1–1)                    |
| ATP Championship Series / ATP Міжнародний Series Gold (3–2) |
| ATP Міжнародний Series (10–8)                               |

| Фінал на поверхні |
| ----------------- |
| Хард (5–5)        |
| Глина (0–1)       |
| Трава (5–0)       |
| Килим (5–6)       |

| Фінал за місцем    |
| ------------------ |
| Відкритий (8–6)    |
| У приміщенні (7–6) |

| Результат | Перемог — Поразок | Дата          | Турнір                                    | Рівень               | Поверхня | Супротивник      | Рахунок                           |
| --------- | ----------------- | ------------- | ----------------------------------------- | -------------------- | -------- | ---------------- | --------------------------------- |
| Перемога  | 1–0               | липень 1993   | Hall of Fame Open, США                    | Світова серія        | Трава    | Хав'єр Франа     | 7–5, 6–7(7–9), 7–6(7–5)           |
| Поразка   | 1–1               | жовтень 1993  | Hong Kong Tennis Open, Китай              | Світова серія        | Килим    | Майкл Чанг       | 6–7(5–7), 7–6(8–6), 4–6           |
| Перемога  | 2–1               | квітень 1995  | Seoul Open, Південна Корея                | Світова серія        | Hard     | Ларс Реманн      | 6–4, 3–1                          |
| Поразка   | 2–2               | травень 1995  | Delray Beach Open, США                    | Світова серія        | Clay     | Тодд Вудбрідж    | 4–6, 2–6                          |
| Перемога  | 3–2               | жовтень 1996  | Salem Open, Китай                         | Світова серія        | Килим    | Мартін Дамм      | 7–6(7–5), 6–4                     |
| Поразка   | 3–3               | лютий 1997    | Zagreb Indoors, Хорватія                  | Світова серія        | Килим    | Горан Іванишевич | 6–7(4–7), 6–4, 6–7(6–8)           |
| Поразка   | 3–4               | лютий 1997    | Pacific Coast Championships, США          | Світова серія        | Хард     | Піт Сампрас      | 6–3, 0–5 ret.                     |
| Перемога  | 4–4               | червень 1997  | Nottingham Open, Велика Британія          | Світова серія        | Трава    | Кароль Кучера    | 6–4, 7–5                          |
| Поразка   | 4–5               | вересень 1997 | US Open, США                              | Великого Шлема       | Hard     | Патрік Рафтер    | 3–6, 2–6, 6–4, 5–7                |
| Перемога  | 5–5               | жовтень 1997  | Swiss Indoors, Швейцарія                  | Світова серія        | Килим    | Марк Філіппуссіс | 6–3, 7–6(8–6), 7–6(7–3)           |
| Поразка   | 5–6               | жовтень 1997  | Vienna Open, Австрія                      | Champ. Series        | Килим    | Горан Іванишевич | 6–4, 7–6(7–4), 6–7(4–7), 2–6, 3–6 |
| Поразка   | 5–7               | лютий 1998    | Zagreb Indoors, Хорватія                  | Світова серія        | Килим    | Горан Іванишевич | 6–7(3–7), 6–7(5–7)                |
| Перемога  | 6–7               | лютий 1998    | ECC Antwerp, Бельгія                      | Champ. Series        | Хард     | Марк Россе       | 7–6(7–3), 3–6, 6–1, 6–4           |
| Поразка   | 6–8               | березень 1998 | Мастерс Індіан-Веллс, США                 | Super 9              | Хард     | Марсело Ріос     | 3–6, 7–6(17–15), 6–7(4–7), 4–6    |
| Поразка   | 6–9               | жовтень 1998  | Grand Prix de Tennis de Toulouse, Франція | Світова серія        | Хард     | Ян Сімерінк      | 4–6, 4–6                          |
| Перемога  | 7–9               | листопад 1998 | Paris Masters, Франція                    | Super 9              | Килим    | Піт Сампрас      | 6–4, 7–6(7–4), 6–3                |
| Поразка   | 7–10              | лютий 1999    | London Indoor, Велика Британія            | Champ. Series        | Килим    | Ріхард Крайчек   | 6–7(6–8), 7–6(7–5), 5–7           |
| Поразка   | 7–11              | серпень 1999  | U.S. Pro Tennis Championships, США        | Світова серія        | Хард     | Марат Сафін      | 4–6, 6–7(11–13)                   |
| Перемога  | 8–11              | жовтень 1999  | Кубок Великого шлему, Німеччина           | Кубок Великого шлема | Килим    | Томмі Гаас       | 6–3, 6–4, 6–7(5–7), 7–6(7–5)      |
| Перемога  | 9–11              | жовтень 1999  | Vienna Open, Австрія                      | Champ. Series        | Килим    | Ніколас Кіфер    | 6–7(5–7), 2–6, 6–3, 7–5, 6–4      |
| Перемога  | 10–11             | березень 2001 | Pacific Coast Championships, США          | Міжнародний          | Хард     | Андре Агассі     | 6–3, 6–4                          |
| Перемога  | 11–11             | січень 2002   | Auckland Open, Нова Зеландія              | Міжнародний          | Hard     | Жером Гольмар    | 6–7(0–7), 6–4, 7–5                |
| Перемога  | 12–11             | серпень 2002  | Indianapolis Tennis Championships, США    | Intl. Gold           | Hard     | Фелікс Ботелла   | 6–7(6–8), 6–4, 6–4                |
| Перемога  | 13–11             | червень 2003  | Nottingham Open, UK (2)                   | Міжнародний          | Трава    | Марді Фіш        | 6–3, 6–2                          |
| Перемога  | 14–11             | липень 2004   | Hall of Fame Open, США (2)                | Міжнародний          | Трава    | Александер Попп  | 7–6(7–5), 7–6(7–2)                |
| Поразка   | 14–12             | жовтень 2004  | Кубок Кремля, Росія                       | Міжнародний          | Килим    | Микола Давиденко | 6–3, 3–6, 5–7                     |
| Перемога  | 15–12             | липень 2005   | Hall of Fame Open, США (3)                | Міжнародний          | Трава    | Вінс Спейдія     | 7–6(7–3), 2–6, 6–4                |

### Парний розряд: 5 (3 титули, 2 друге місце)
| Турніри                                                  |
| -------------------------------------------------------- |
| Турніри Великого шлема (0–0)                             |
| ATP Super 9 / Серія ATP Masters (0–0)                    |
| Серія чемпіонату ATP / ATP Міжнародний Series Gold (1–0) |
| ATP Championship Series / ATP Міжнародний Series (2–2)   |

| Фінал на поверхні |
| ----------------- |
| Хард (0–0)        |
| Глина (1–0)       |
| Трава (1–0)       |
| Килим (1–2)       |

| Фінал за місцем  |
| ---------------- |
| Відкритий (2–0)  |
| Приміщення (1–2) |

| Результат | Перемог — Поразок | Дата          | Турнір                              | Рівень        | Поверхня  | Партнер             | Опоненти                    | Рахунок        |
| --------- | ----------------- | ------------- | ----------------------------------- | ------------- | --------- | ------------------- | --------------------------- | -------------- |
| перемога  | 1–0               | Липень 1994   | Зал слави відкритий, США            | Світова серія | Трава     | Алекс Антоніч       | Кент Кіннієр Девід Вітон    | 6–4, 3–6, 6–4  |
| Поразка   | 1–1               | Жовтень 1994  | Vienna Open, Австрія                | Світова серія | Килим (i) | Алекс Антонич       | Майк Бауер Девід Рикл       | 6–7, 4–6       |
| Поразка   | 1–2               | березень 1995 | Copenhagen Open, Данія              | Світова серія | Килим (i) | Гійом Рау           | Марк Кейл Петер Нюборґ      | 7–6, 4–6, 6–7  |
| перемога  | 2–2               | Вересень 1996 | Борнмут Інтернешнл, Велика Британія | Світова серія | глина     | Марк-Кевін Гелльнер | Родольф Жільбер Нуно Маркес | 6–3, 7–6       |
| перемога  | 3–2               | Лютий 1999    | London Indoor, Велика Британія      | чемпіон Серія | Килим (i) | Тім Генман          | Байрон Блек Вейн Феррейра   | 6–3, 7–6 (8–6) |

## Хронологія виконання одиночних виступів
| Турніри Великого шлему        |                         |                         |                         |                         |                         |      |      |                         |                         |                         |                         |                         |                         |                         |                         |         |       |       |
| Відкритий чемпіонат Австралії | A                       | A                       | 1R                      | 3R                      | 1R                      | 1R   | 3R   | 2R                      | A                       | 4R                      | 3R                      | A                       | 1R                      | 2R                      | A                       | 0 / 10  | 11–10 | 47.62 |
| Відкритий чемпіонат Франції   | A                       | A                       | 3R                      | A                       | 2R                      | 1R   | 1R   | 4R                      | 1R                      | 2R                      | A                       | 1R                      | 1R                      | 1R                      | 1R                      | 0 / 11  | 7–11  | 38.89 |
| Вімблдон                      | Q3                      | 1R                      | 2R                      | 4R                      | 2R                      | QF   | 1R   | 4R                      | 1R                      | 4R                      | 4R                      | 2R                      | 2R                      | 2R                      | 1R                      | 0 / 14  | 21–14 | 60.00 |
| Відкритий чемпіонат США       | Q1                      | A                       | 1R                      | 1R                      | 1R                      | F    | 3R   | 4R                      | 2R                      | 3R                      | 3R                      | 1R                      | 1R                      | 1R                      | 1R                      | 0 / 13  | 16–13 | 55.17 |
| Перемоги — поразки            | 0–0                     | 0–1                     | 3–4                     | 5–3                     | 2–4                     | 10–4 | 4–4  | 10–4                    | 1–3                     | 9–4                     | 7–3                     | 1–3                     | 1–4                     | 2–4                     | 0–3                     | 0 / 48  | 55–48 | 54.37 |
| Фінал ATP                     |                         |                         |                         |                         |                         |      |      |                         |                         |                         |                         |                         |                         |                         |                         |         |       |       |
| Tennis Masters Cup            | Не пройшов кваліфікацію | Не пройшов кваліфікацію | Не пройшов кваліфікацію | Не пройшов кваліфікацію | Не пройшов кваліфікацію | RR   | RR   | Не пройшов кваліфікацію | Не пройшов кваліфікацію | Не пройшов кваліфікацію | Не пройшов кваліфікацію | Не пройшов кваліфікацію | Не пройшов кваліфікацію | Не пройшов кваліфікацію | Не пройшов кваліфікацію | 0 / 2   | 2–2   | 50.00 |
| Кубок Великого шлему          | Не пройшов кваліфікацію | Не пройшов кваліфікацію | Не пройшов кваліфікацію | Не пройшов кваліфікацію | Не пройшов кваліфікацію | SF   | DNQ  | W                       | Не проведено            | Не проведено            | Не проведено            | Не проведено            | Не проведено            | Не проведено            | Не проведено            | 1 / 2   | 6–1   | 85.71 |
| Тур ATP Мастерс 1000          |                         |                         |                         |                         |                         |      |      |                         |                         |                         |                         |                         |                         |                         |                         |         |       |       |
| Мастерс Індіан-Веллс          | A                       | 1R                      | 1R                      | A                       | 1R                      | A    | F    | 3R                      | 2R                      | 1R                      | 2R                      | A                       | A                       | 2R                      | 1R                      | 0 / 10  | 9–10  | 47.37 |
| Відкритий чемпіонат Маямі     | A                       | A                       | 1R                      | A                       | 2R                      | A    | 4R   | 4R                      | 4R                      | 2R                      | 2R                      | A                       | A                       | 2R                      | 2R                      | 0 / 9   | 11–9  | 55.00 |
| Мастерс Монте-Карло           | A                       | A                       | A                       | A                       | A                       | A    | 2R   | 2R                      | 1R                      | 1R                      | A                       | A                       | A                       | 1R                      | 1R                      | 0 / 6   | 0–6   | 0.00  |
| Hamburg Masters               | A                       | A                       | 1R                      | A                       | A                       | A    | 3R   | 1R                      | A                       | 1R                      | A                       | A                       | A                       | 2R                      | 1R                      | 0 / 6   | 2–6   | 25.00 |
| Мастерс Рим                   | A                       | A                       | 1R                      | A                       | 1R                      | 1R   | 1R   | 2R                      | 1R                      | 2R                      | 1R                      | A                       | A                       | 1R                      | 3R                      | 0 / 10  | 4–10  | 28.57 |
| Мастерс Канада                | 3R                      | 2R                      | 1R                      | 1R                      | A                       | A    | A    | A                       | A                       | 1R                      | 1R                      | 2R                      | A                       | SF                      | 1R                      | 0 / 9   | 8–9   | 47.06 |
| Мастерс Цинциннаті            | A                       | A                       | 2R                      | 2R                      | 2R                      | 1R   | A    | A                       | A                       | QF                      | 2R                      | 2R                      | 3R                      | 2R                      | 1R                      | 0 / 10  | 11–10 | 52.38 |
| Мастерс Мадрид1               | A                       | A                       | A                       | 2R                      | 2R                      | 2R   | QF   | SF                      | QF                      | 1R                      | A                       | A                       | A                       | 1R                      | A                       | 0 / 8   | 9–8   | 52.94 |
| Paris Masters                 | A                       | A                       | A                       | A                       | A                       | QF   | W    | 2R                      | 1R                      | 1R                      | A                       | A                       | A                       | 2R                      | A                       | 1 / 6   | 8–5   | 61.54 |
| Перемоги — поразки            | 2–1                     | 1–2                     | 1–6                     | 2–3                     | 3–5                     | 2–4  | 14–6 | 7–7                     | 6–6                     | 5–9                     | 3–5                     | 2–2                     | 2–1                     | 9–9                     | 3–7                     | 1 / 74  | 62–73 | 45.93 |
| Статистика за кар'єру         |                         |                         |                         |                         |                         |      |      |                         |                         |                         |                         |                         |                         |                         |                         |         |       |       |
| Титули — Фінали               | 0–0                     | 1–2                     | 0–0                     | 1–2                     | 1–1                     | 2–6  | 2–5  | 2–4                     | 0–0                     | 1–1                     | 2–2                     | 1–1                     | 1–2                     | 1–1                     | 0–0                     | 15 / 27 | 15–12 | 55.56 |
| Рейтинг на кінець року        | 161                     | 50                      | 114                     | 37                      | 48                      | 6    | 9    | 13                      | 69                      | 31                      | 31                      | 119                     | 46                      | 37                      | 191                     |         |       |       |

1 Цей захід проходив у Стокгольмі до 1994 року, Ессені у 1995 році та Штутгарті з 1996 до 2001 року.
2 Руседскі отримав британське громадянство в травні 1995 року і виступав за Великобританію з 22 травня 1995 року.

## Топ-10 перемог
| Сезон    | 1992 рік | 1993 рік | 1994 рік | 1995 рік | 1996 рік | 1997 рік | 1998 рік | 1999 рік | 2000 рік | 2001 рік | 2002 рік | 2003 рік | 2004 рік | 2005 рік | 2006 рік | Всього |
| Перемоги | 0        | 2        | 0        | 0        | 1        | 3        | 6        | 3        | 2        | 5        | 5        | 0        | 1        | 0        | 1        | 29     |

| №    | Гравець             | «Сіяний» під № | Турнір, країна                          | Поверхня | Раунд | Рахунок                 | RR   |
| 1993 | 1993                | 1993           | 1993                                    | 1993     | 1993  | 1993                    | 1993 |
| ---- | ------------------- | -------------- | --------------------------------------- | -------- | ----- | ----------------------- | ---- |
| 1.   | Ріхард Крайчек      | 10             | Tokyo Indoor, Японія                    | Килим    | 3R    | 6–4, 6–7(4–7), 7–6(7–2) | 130  |
| 2.   | Майкл Чанг          | 7              | Tokyo Indoor, Японія                    | Килим    | QF    | 4–6, 6–3, 7–6(8–6)      | 130  |
| 1996 |                     |                |                                         |          |       |                         |      |
| 3.   | Вейн Феррейра       | 10             | Stockholm Open, Швеція                  | Хард     | 1R    | 6–3, 3–6, 6–3           | 53   |
| 1997 |                     |                |                                         |          |       |                         |      |
| 4.   | Томас Енквіст       | 10             | Zagreb Indoors, Хорватія                | Килим    | SF    | 6–4, 6–4                | 56   |
| 5.   | Майкл Чанг          | 4              | San Jose, США                           | Хард     | QF    | 7–6(7–4), 6–4           | 39   |
| 6.   | Євген Кафельников   | 4              | Кубок Великого шлему, Мюнхен, Німеччина | Килим    | QF    | 6–7(5–7), 6–3, 6–1      | 10   |
| 1998 |                     |                |                                         |          |       |                         |      |
| 7.   | Євген Кафельников   | 9              | Vienna Open, Австрія                    | Килим    | 1R    | 6–3, 3–6, 7–6(7–3)      | 17   |
| 8.   | Патрік Рафтер       | 2              | Vienna Open, Австрія                    | Килим    | QF    | 6–3, 7–6(7–3)           | 17   |
| 9.   | Патрік Рафтер       | 3              | Stuttgart Indoor, Німеччина             | Хард     | 3R    | 7–6(7–4), 6–7(5–7), 6–4 | 13   |
| 10.  | Євген Кафельников   | 8              | Париж Мастерс, Франція                  | Килим    | SF    | 6–3, 4–6, 6–4           | 13   |
| 11.  | Піт Сампрас         | 1              | Париж Мастерс, Франція                  | Килим    | F     | 6–4, 7–6(7–4), 6–3      | 13   |
| 12.  | Тім Генман          | 9              | Фінал ATP, Гоновер, Німеччинна          | Хард     | RR    | 6–2, 6–4                | 11   |
| 1999 |                     |                |                                         |          |       |                         |      |
| 13.  | Густаво Куертен     | 5              | Grand Slam Cup, Мюнхен                  | Хард     | 1R    | 6–3, 3–6, 6–3           | 6    |
| 14.  | Євген Кафельников   | 2              | Grand Slam Cup, Мюнхен                  | Хард     | QF    | 7–5, 7–6(8–6)           | 6    |
| 15.  | Тодд Мартін         | 4              | Stuttgart Indoor, Німеччина             | Хард     | QF    | 4–6, 7–6(12–10), 6–4    | 6    |
| 2000 |                     |                |                                         |          |       |                         |      |
| 16.  | Євген Кафельников   | 7              | Vienna Open, Австрія                    | Хард     | 1R    | 6–4, 6–7(3–7), 6–3      | 44   |
| 17.  | Марат Сафін         | 2              | Stuttgart Indoor, Німеччина             | Хард     | 3R    | 7–6(7–2), 6–4           | 89   |
| 2001 |                     |                |                                         |          |       |                         |      |
| 18.  | Густаво Куертен     | 1              | Відкритий чемпіонат Австралії, Мельбурн | Хард     | 2R    | 4–6, 6–4, 6–3, 2–6, 9–7 | 65   |
| 19.  | Марат Сафін         | 1              | Milan Indoor, Італія                    | Килим    | QF    | 6–0, 7–6(7–5)           | 52   |
| 20.  | Ллейтон Г'юїтт      | 6              | Сан Хосе, США                           | Хард     | QF    | 5–7, 6–1, 6–4           | 58   |
| 21.  | Андре Агассі        | 4              | Сан Хосе, США                           | Хард     | F     | 6–3, 6–4                | 58   |
| 22.  | Хуан Карлос Ферреро | 4              | Вімблдон, Лондон                        | Трава    | 3R    | 6–1, 6–4, 6–4           | 40   |
| 2002 |                     |                |                                         |          |       |                         |      |
| 23.  | Томас Юганссон      | 10             | Marseille, France                       | Хард     | 1R    | 6–4, 3–6, 6–3           | 30   |
| 24.  | Хуан Карлос Ферреро | 4              | Мастерс Індіан-Веллс, США               | Хард     | 1R    | 6–4, 6–3                | 38   |
| 25.  | Марат Сафін         | 2              | Мастерс Цинциннаті, США                 | Хард     | 1R    | 7–6(9–7), 6–2           | 38   |
| 26.  | Ллейтон Г'юїтт      | 1              | Indianapolis Championships, США         | Хард     | 3R    | 7–6(7–3), 6–4           | 41   |
| 27.  | Томмі Гаас          | 3              | Indianapolis Championships, США         | Хард     | SF    | 3–6, 6–3, 6–3           | 41   |
| 2004 |                     |                |                                         |          |       |                         |      |
| 28.  | Гастон Гаудіо       | 9              | Мастерс Цинциннаті, ЧГА                 | Хард     | 2R    | 4–6, 7–6(7–3), 6–4      | 96   |
| 2006 |                     |                |                                         |          |       |                         |      |
| 29.  | Томмі Робредо       | 10             | Мастерс Рим, Італія                     | Clay     | 1R    | 5–7, 6–3, 6–4           | 45   |